# Giovanni Malatesta di Sigismondo Pandolfo
Giovanni Malatesta (... – dopo 1483) è stato un condottiero italiano.

## Biografia
Era figlio naturale di Sigismondo Pandolfo, signore di Rimini e Cesena.
È noto per essere stato promesso in matrimonio ad una figlia del condottiero Jacopo Piccinino, affinché il padre traesse beneficio dal matrimonio. Fu uomo d'armi e difese caparbiamente la rocca di Montefiore Conca dalla pretese dello Stato Pontificio. Con un sotterfugio venne consegnato ai rappresentanti della Chiesa e consegnato al duca di Urbino, che lo rimise in libertà. Nel 1463 fu alla difesa di Fano.
Morì dopo il 1483.

## Ascendenza
|                               |   |                        | Genitori             |  |  | Nonni |  |  | Bisnonni             |  |  | Trisnonni            |  |
|                               |   |                        |                      |  |  |       |  |  | Galeotto I Malatesta |  |  | Pandolfo I Malatesta |  |
|                               |   |                        |                      |  |  |       |  |  | Galeotto I Malatesta |  |  | Pandolfo I Malatesta |  |
|                               |   | Taddea da Rimini       |                      |  |  |       |  |  | Galeotto I Malatesta |  |  |                      |  |
| Pandolfo III Malatesta        |   |                        |                      |  |  |       |  |  | Galeotto I Malatesta |  |  |                      |  |
|                               |   | Gentile da Varano      | Rodolfo II da Varano |  |  |       |  |  |                      |  |  |                      |  |
|                               |   | Gentile da Varano      | Rodolfo II da Varano |  |  |       |  |  |                      |  |  |                      |  |
|                               |   | Gentile da Varano      | …                    |  |  |       |  |  |                      |  |  |                      |  |
| Sigismondo Pandolfo Malatesta |   | Gentile da Varano      |                      |  |  |       |  |  |                      |  |  |                      |  |
|                               |   | Giacomino di Barignano | …                    |  |  |       |  |  |                      |  |  |                      |  |
|                               |   | Giacomino di Barignano | …                    |  |  |       |  |  |                      |  |  |                      |  |
|                               |   | Giacomino di Barignano | …                    |  |  |       |  |  |                      |  |  |                      |  |
| Antonia da Barignano          |   | Giacomino di Barignano |                      |  |  |       |  |  |                      |  |  |                      |  |
|                               |   | …                      | …                    |  |  |       |  |  |                      |  |  |                      |  |
|                               |   | …                      | …                    |  |  |       |  |  |                      |  |  |                      |  |
|                               |   | …                      | …                    |  |  |       |  |  |                      |  |  |                      |  |
| Giovanni Malatesta            |   | …                      |                      |  |  |       |  |  |                      |  |  |                      |  |
|                               | … | …                      |                      |  |  |       |  |  |                      |  |  |                      |  |
|                               | … | …                      |                      |  |  |       |  |  |                      |  |  |                      |  |
|                               | … | …                      |                      |  |  |       |  |  |                      |  |  |                      |  |
| …                             | … |                        |                      |  |  |       |  |  |                      |  |  |                      |  |
|                               |   | …                      | …                    |  |  |       |  |  |                      |  |  |                      |  |
|                               |   | …                      | …                    |  |  |       |  |  |                      |  |  |                      |  |
|                               |   | …                      | …                    |  |  |       |  |  |                      |  |  |                      |  |
| …                             |   | …                      |                      |  |  |       |  |  |                      |  |  |                      |  |
|                               |   | …                      | …                    |  |  |       |  |  |                      |  |  |                      |  |
|                               |   | …                      | …                    |  |  |       |  |  |                      |  |  |                      |  |
|                               |   | …                      | …                    |  |  |       |  |  |                      |  |  |                      |  |
| …                             |   | …                      |                      |  |  |       |  |  |                      |  |  |                      |  |
|                               |   | …                      | …                    |  |  |       |  |  |                      |  |  |                      |  |
|                               |   | …                      | …                    |  |  |       |  |  |                      |  |  |                      |  |
|                               |   | …                      | …                    |  |  |       |  |  |                      |  |  |                      |  |
|                               |   | …                      |                      |  |  |       |  |  |                      |  |  |                      |  |